# Hemistola albifusa
Hemistola albifusa là một loài bướm đêm trong họ Geometridae.